# جان هوبير
جان هوبير (بالفرنسية: Jean Hubert)‏ هو مهندس فرنسي، ولد في 4 نوفمبر 1885 في Saint-Vaast-la-Hougue ‏ في فرنسا، وتوفي في 2 نوفمبر 1927 في Formigny ‏ في فرنسا.